# Lei da partição de Nernst
A lei de partição ou lei de distribuição de Nernst é uma generalização que governa a distribuição de um soluto entre dois solventes imiscíveis. A lei foi proposta em 1931 por Walther Nernst, que estudou a distribuição de numerosos solutos em diversos solventes.
Em seu enunciado mais geral afirma que quando se reparte uma quantidade determinada de soluto entre dois solventes imiscíveis, se alcança um estado de equilíbrio no qual tanto o potencial químico como a fugacidade do soluto é o mesmo nas duas fases.
Portanto, se considerados dois solventes «A» e «B» que formam duas fases separadas quando estão em contacto e suponhamos que uma pequena quantidade de soluto «i» se dissolve em ambas as fases formando duas dissoluções ideais em equilíbrio, o quociente de frações molares do soluto nas duas fases pode ser expresso assim:
Onde {\displaystyle x} é a fração molar do soluto em cada solvente, {\displaystyle \mu } o potencial químico, R a constante universal dos gases ideais e N o coeficiente de distribuição ou de repartição, que depende de T, a temperatura e de P, a pressão. Por outra parte, se as dissoluções são suficientemente diluídas, este coeficiente pode se obtido a partir das constantes da lei de Henry para «i» nos dissolventes «A» e «B», simbolizadas por K. Se demonstra que:
No caso ideal no qual as atividades (a) do soluto em ambas fases sejam muito similares, pelo que podemos supô-las equivalentes às concentrações c, chegamos a uma única constante, {\displaystyle K_{v}}, que, como vimos, depende da temperatura e da pressão:
Em termos de fugacidade o raciocínio é semelhante com a mesma aproximação.

## Aplicações
A lei de distribuição de Nerst pode ser aplicada para o modelar-se a sorção de um corante, como o violeta cristal por espuma de poliuretano, em meio aquoso contendo um surfactante, como o dodecil sulfato de sódio, visando o tratamento de descarga de corantes presentes em efluentes industriais em corpos d´água naturais, que é problema ambiental.

## Ligações externos
- «Variación de la solubilidad» (em espanhol). (Variação da solubilidade)
- «The Nernst Distribution Law» (PDF) (em inglês). (A lei de distribuição de Nernst)